# Appleby-in-Westmorland
Appleby-in-Westmorland ist ein Ort und civil parish in der Unitary Authority Westmorland and Furness in der Grafschaft Cumbria im Nordwesten Englands. Im Jahr 2022 hatte es 3.233 Einwohner. Bis 1972 gehörte Appleby zur Grafschaft Westmorland, deren Verwaltungssitz der Ort war.
Am Ortsrand liegt Appleby Castle, das sich in Privatbesitz befindet.

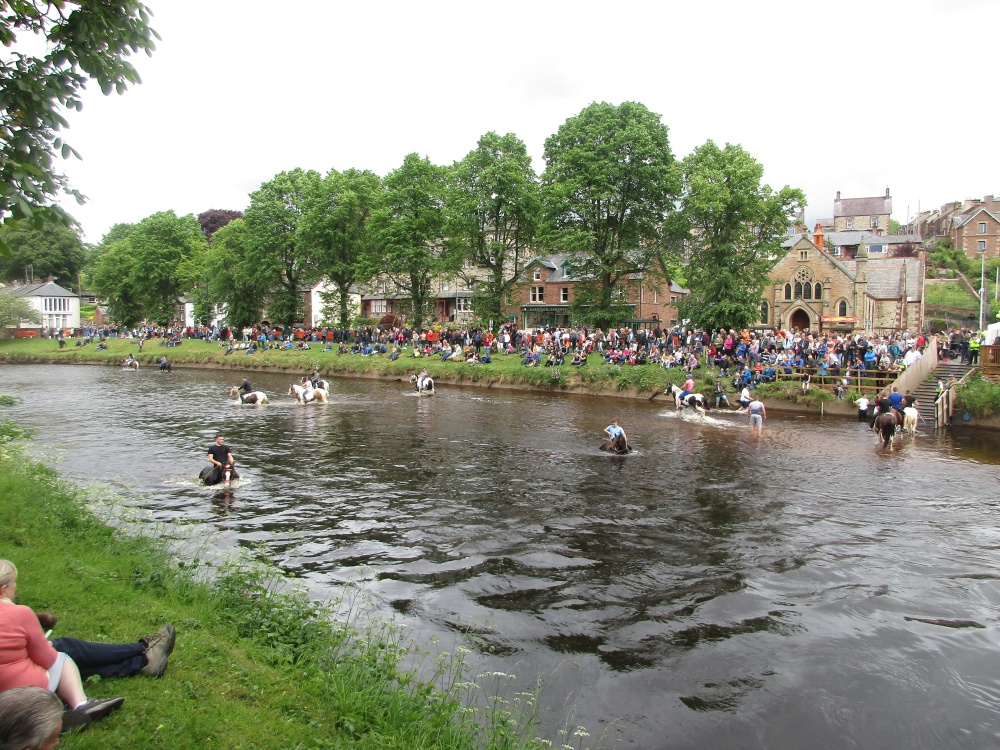
Appleby Fair Time

Der Bahnhof von Appleby (früher Appleby West) liegt an der Bahnstrecke Settle–Carlisle, der Bahnhof Appleby East an der Eden Valley Bahnstrecke wurde 1962 geschlossen.